# 중국계 러시아인
중국계 러시아인(러시아어: Китайцы в России; 중국어: 华裔俄罗斯人)은 2002년 인구조사에 따르면 공식적으로 39,483명이다. 그러나, 이 수치는 논란이 되고 있는데, 2004년과 2005년에 대만의 해외 공동체 위원회가 998,000명을 주장했고, 러시아 인구학자들은 일반적으로 2004년 현재 200,000~400,000명 범위의 추정치를 수용하고 있다. 중국 상인들이 진행하는 임시 이주와 셔틀 무역은 러시아 극동 연방관구에서 가장 성행하지만 대부분은 러시아에 정착하지 않고 국경을 넘나들며 모스크바의 중국인 커뮤니티가 장기 거주자 비율이 더 높다. 러시아에 있는 그들의 수는 2013년 이후로 줄어들고 있다.

## 인구통계학 및 분포

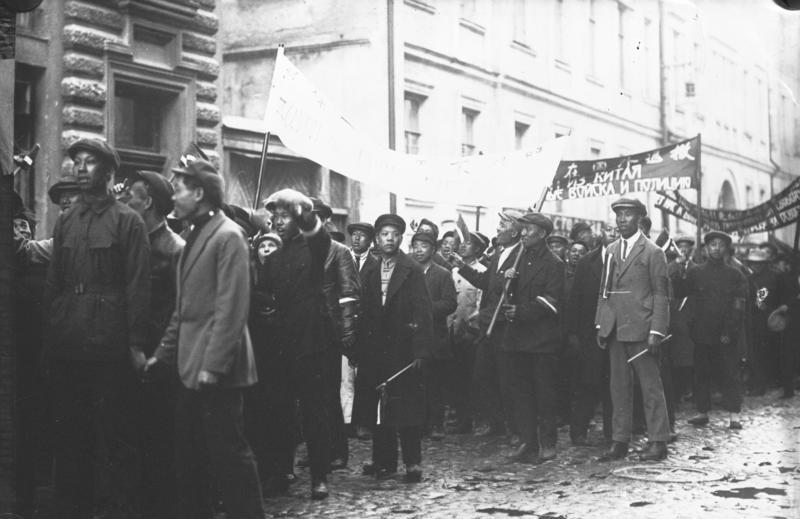
1932년 모스크바에서 일본의 중국 침략에 반대하는 중국 시위

러시아의 총 중국계 인구는 다소 논란의 여지가 있는 주제이다. 2002년 인구조사에 따르면 러시아에 거주하는 34,500명(러시아와 외국 시민 모두)만이 중국계라고 자인했으며, 그 중 절반은 서러시아(대부분 모스크바)에 있었다. 러시아 인구학자들은 20만 명에서 40만 명, 많아야 50만 명 정도가 가장 신뢰할 수 있다고 생각한다. 예를 들어, 러시아 과학 아카데미의 국가 경제 예측 연구소의 인구 이동 연구소장인 잔나 자욘치코프스카야는 2004년에 러시아에 거주하는 중국인의 총 수를 약 40만 명으로 추정했는데, 이는 교육을 제대로 받지 못한 추측인 200만 명보다 훨씬 적은 숫자이다. 《이즈베스티야》에 의해 주어졌다. 2003년 326만 명과 같은 대중매체들의 추정이 맞다면 중국인들은 러시아인(10억410만 명), 타타르인(720만 명), 우크라이나인(510만 명)에 이어 러시아에서 네 번째로 큰 민족이 될 것이다.
러시아의 두 주요 화교 공동체는 모스크바와 러시아 극동에 있는 화교 공동체이다. 2002년 현재 모스크바의 커뮤니티는 2만 명에서 2만 5천 명으로 가장 큰 것으로 알려져 있으며, 중국 커뮤니티 리더들은 3만 명에서 4만 명 범위로 훨씬 더 높은 추정치를 제시하고 있다. 그들은 중국의 대부분의 지방에서 왔다. 모스크바의 장기 거주자 비율은 34%로 가장 높다.
러시아 극동에서는 하바롭스크, 블라디보스토크, 우수리스크가 주요 도시 중심이지만, 2002년에는 모스크바에 비해 중국인 인구가 적다. 우수리스크에서는 무역업자로 일하는 중국인 이민자의 대부분이 조선족이며, 그들의 총 인구는 약 2,3천 명으로 추정된다.
이 지역의 중국인 노동자들은 대부분 중국 북동부, 특히 헤이룽장성에서 왔으며, 그들은 러시아에서 천연자원에 접근하여 그들 자신의 경제 발전을 촉진하려는 성의 전략의 중요한 부분을 형성한다. 1988년과 2003년 사이에 133,000명의 헤이룽장성 출신의 계약직 근로자들이 러시아로 일하러 갔고, 대부분은 건설과 농업에 고용되었다. 비록 몇몇 이민자들이 지린성에서 오기도 하지만, 그곳의 지방 정부는 일본과 남북한과의 관계를 발전시키는데 더 관심이 있다. 중국 국경의 인구 압박과 과밀은 이민의 동기 중 하나이며, 러시아에서 사업을 하면서 돈을 벌 수 있는 기회가 주요 유인 요인으로 묘사된다. 중국 동북부의 3개 성에는 1억 명 이상의 인구가 살고 있으며, 국경을 넘어 극동 연방관구의 인구는 1991년 약 900만 명에서 2002년 약 700만 명으로 감소했다.
계약직 근로자 외에도 1997년부터 2002년까지 110만 명의 중국인이 러시아 극동 접경지역에 관광비자로 다녀왔다. 러시아에 불법 체류하는 중국인이 많다는 인식에도 불구하고, 1996년 이후 관광 비자로 입국한 중국인의 97% 이상이 러시아에 입국한 것과 같은 국경 통과를 통해 정시에 출발했고, 나머지 3% 중 상당수는 다른 국경 통과를 통해 출국했거나 체포되어 추방되었다.

## 치의학 관련 의혹
1960년대, 중소 분쟁이 극에 달하고 국경의 정규화에 대한 베이징과 모스크바의 협상이 수포로 돌아가자, 중국 민간인들은 자주 영토, 특히 소련이 통제하는 수역을 침범했다. 그러나 양측의 군사력은 1969년 3월 양측이 상대방이 먼저 발포했다고 주장하는 사건이 일어나기 전까지 자신들의 국경 권리를 주장하는데 치명적인 무력의 사용을 자제했다. 이 전투는 당시 사실상 중국의 지배하에 있던 분쟁 지역인 전바오섬에서 중국인들을 몰아내려는 소련의 시도로 확대되었다. 중국 측에서는 51명의 인민해방군 병사들이 목숨을 잃었지만, 섬 전체를 장악하고 있었다. 소련 정부는 이 전투가 청나라가 러시아 극동 지역을 대규모로 침공하기 위한 서막이라고 우려했다.
게다가, 이 지역에서 중국의 존재가 확대되면서 러시아에 의한 중국의 민족통일주의에 대한 황화론 스타일의 공포로 이어지기 시작했다. 러시아 신문들은 200만 명에서 500만 명의 중국 이민자들이 러시아 극동에 실제로 거주하고 있다는 추측을 게재하기 시작했고, 2050년까지 러시아 인구의 절반이 중국인이 될 것이라고 예측했다. 러시아인들은 일반적으로 중국인들이 영구적인 정착을 목표로 러시아에 온다고 믿으며, 심지어 블라디미르 푸틴 대통령까지 "우리가 곧 극동진출을 위한 실질적인 조치를 취하지 않는다면, 러시아 국민들은 중국어와 일본어, 한국어를 구사하게 될 것"이라고 말한 것으로 전해졌다.

## 같이 보기
- 둥간족
- 일본계 러시아인
- 고려인
- 사할린 한인